# Socol
Socol (serbe : Sokolovac, hongrois : Nérasolymos) est une commune du județ de Caraș-Severin en Roumanie.

## Démographie
Lors du recensement de 2011, 50,38 % de la population se déclarent serbes, 35,9 % comme roumains, 5,38 % comme roms et 3,56 % comme tchèques (0,87 % déclarent une autre appartenance ethnique et 3,87 % ne déclarent pas d'appartenance ethnique).

## Politique
| Parti | Parti                                                                | Sièges |
| ----- | -------------------------------------------------------------------- | ------ |
|       | Parti social-démocrate (PSD)                                         | 3      |
|       | Parti national libéral (PNL)                                         | 2      |
|       | Parti vert (PV)                                                      | 1      |
|       | Parti social roumain (PSRo)                                          | 1      |
|       | Parti écologiste roumain (PER)                                       | 1      |
|       | Union nationale pour le progrès de la Roumanie (UNPR)                | 1      |
|       | Parti de la Grande Roumanie (PRM)                                    | 1      |
|       | Parti démocratique des Slovaques et des Tchèques de Roumanie (PDSCR) | 1      |

## Personnalité
- Miodrag Belodedici, ancien joueur de football roumain d’ethnie serbe.